# Stekleni kokpit
Stekleni kokpit (ang. Glass cockpit) je kokpit, pri katerem se podatki prikazujejo digitalno na LCD (v preteklosti tudi CRT) prikazovalnikih za razliko od starejših analognih prikazovalnikov. Po navadi vsebuje več zaslonov, ki jih nadzoruje računalnik leta.Tako je pilotiranje enostavnejše, prikaz pa se po navadi osredotoča na podatke, ki so v posamezni fazi najbolj pomembni. Stekleni kokpit in drugi samodejni sistemi so privedli do tega, da ni več potreben inženir leta. Praktično na vseh novejših potniških letalih, tudi na največjem A380, je posadka samo dvočlanska. Stekleni kokpiti so na voljo tudi na manjših športnih letalih, sicer brez računalnika leta.
Letalski instrumenti so se s časom modernizirali in postali bolj zanesljivi, cenejši in zahtevajo manj vzdrževanja. Prvi stekleni kokpiti so se pojavili na  McDonnell Douglas MD-80/90, Boeing 737, 757,767-200/-300, A300-600 in A310. Nekateri so bili samo deloma stekleni - del instrumentov je bil še vedno klasičen. Novejša letala 737NG, 747-400, 767-400, 777, A320, Iljušin Il-96 in Tupoljev Tu-204 imajo povsem steklene kokpite, vendar ostaja nekaj instrumentov za rezervo, v primeru odpovedi glavnih.
- Analogni instrumenti na Galaxy C-5A...
- ... in stekleni kokpit na verziji C-5M